# Iton
Iton – rzeka we Francji, przepływająca przez tereny departamentów Orne oraz Eure, o długości 132 km. Stanowi dopływ rzeki Sekwany. 
Iton przepływa przez miasto Évreux.